# Uranothyris pterotarsa
Uranothyris pterotarsa är en fjärilsart som beskrevs av Edward Meyrick 1933. Uranothyris pterotarsa ingår i släktet Uranothyris och familjen glasvingar. Inga underarter finns listade i Catalogue of Life.